# Абулафия, Самуил Галеви
Самуил (Самуэль) бен Меир Галеви (Ха-Леви, Аллави) Абулафия (שמואל אבולעפיה); ок. 1320, Убеда, Андалусия — 1360, Севилья) — финансовый деятель Испании, судья, дипломат и казначей при короле Педро I Кастильском.

## Биография
Родился в семье сефардов. Его родители, прибывшие в Толедо из Туниса, вскоре умерли от чумы.
Некоторое время он служил у знатного португальского дворянина Жоао Афонсо де Альбукерке. стал достаточно известным, и был приглашён на работу при дворе Педро I Кастильского, сначала как camarero (камергер), а затем, как almojarife (казначей) и как oídor (судья). В 1350 г. занял пост главного казначея (tesoreo mayor).
Со временем сделался его близким советником и влиятельным сановником в государстве. Высокое положение при дворе вовлекло Абулафия в политические интриги и борьбу придворных партий. Так как он был на стороне Марии де Падилла, любовницы короля, дочери кастильского гранда, то он навлёк на себя ненависть сторонников законной жены, королевы Бланке Бурбонской.
Когда кастильские гранды из партии королевы в 1354 г. заманили Педро I Кастильского в крепость Торо и держали его там в заключении, с ним разделял плен и его еврейский советник, но благодаря изобретательности Абулафия, ему вскоре удалось бежать оттуда вместе с королём.
В должности главного казначея он успел упорядочить расстроенные государственные финансы путём строгого контроля над сбором податей и наведения порядка с кредиторами, так что в королевской казне накопились значительные суммы.

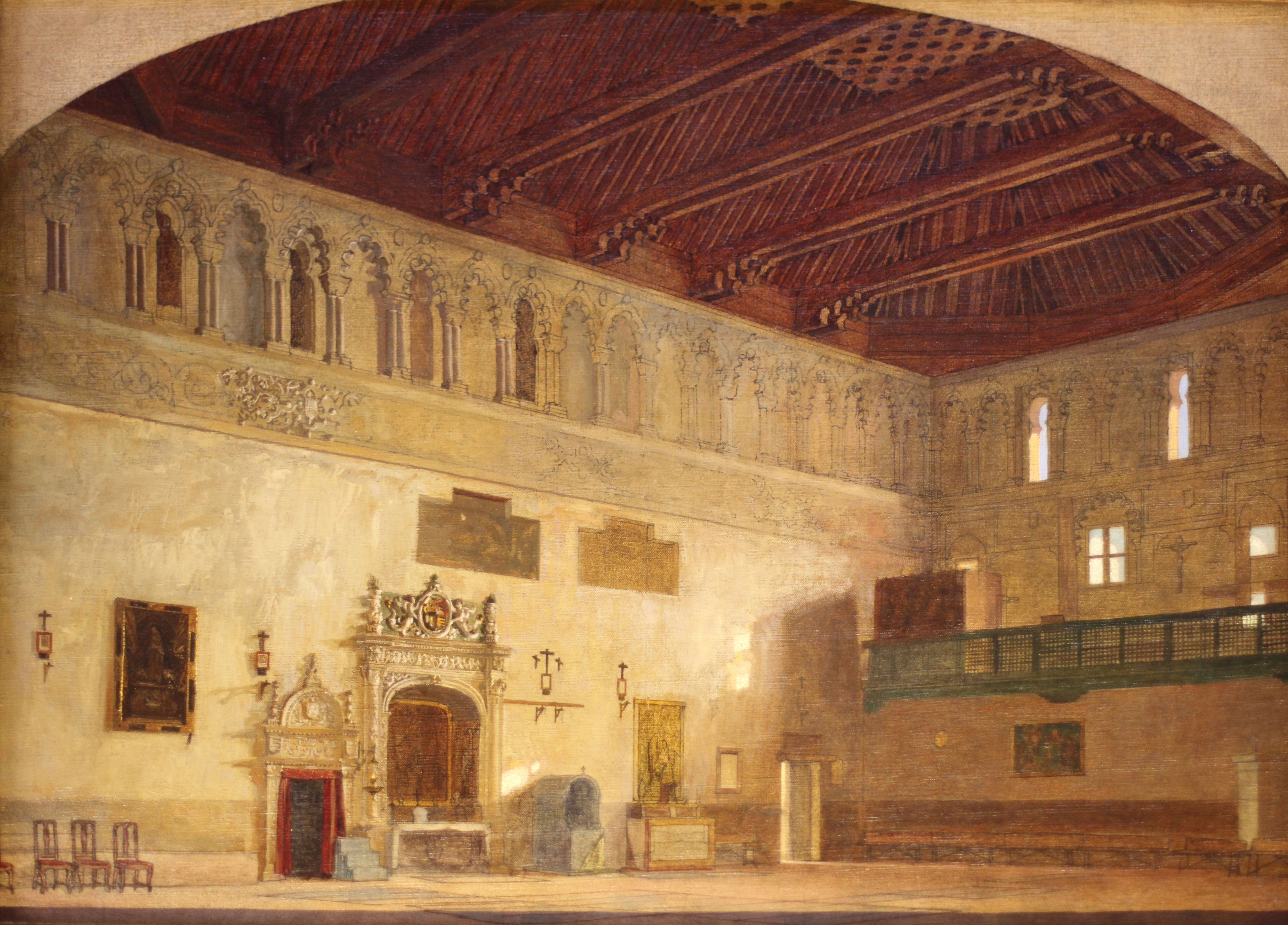
Интерьер синагоги дель Трансито в Толедо

Абулафия жил в Толедо с княжескою пышностью; он занимал там дворец, ещё поныне называемый «Palacio del Judio». Жертвовал много денег на постройку синагог в разных местах Кастилии. Особенным великолепием отличалась построенная им в 1357 г. Синагога дель Трансито в Толедо, которая после изгнания евреев из Испании была превращена в церковь «El Transito» и в настоящее время принадлежит к красивейшим зданиям древней кастильской столицы. На стенах этого здания ещё сохранились еврейские надписи, прославляющие государственную мудрость Абулафия и его заботы о своих соплеменниках.
Однако вскоре его врагам удалось подорвать к нему доверие короля, обвинив его в причастности к политическому заговору, где был замешан и толедский архиепископ (по другой версии, обвинение касалось только злоупотреблений по финансовой службе). Еврейского сановника по приказанию короля отправили в Севилью вместе с его богатыми родственниками; там их всех заточили в тюрьму. Король конфисковал всё состояние Абулафия и его родственников: 190 000 дублонов, 20 ящиков с драгоценностями, шёлковыми и бархатными платьями и восемьдесят рабов.
Абулафия умер в тюрьме под пытками.